# Philip G. Altbach

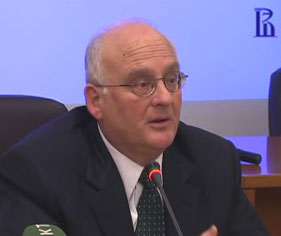
Philip G. Altbach (2011)

Philip G. Altbach (* 1941 in Chicago) ist ein amerikanischer Autor, Forscher und ehemaliger Professor am Boston College und außerdem Gründungsdirektor des Boston College Center for International Higher Education.

## Frühes Leben
Philip Altbach wurde 1941 in Chicago geboren und studierte an der University of Chicago (Bachelor 1962; Master 1963; PhD 1966). 1960, als Studienanfänger, brachte er aus Großbritannien das bekannte CND-Symbol (ursprünglich ein für die Campaign for Nuclear Disarmament entworfenes Symbol, das in der Folge ein weit verbreitetes Symbol der Friedensbewegung wurde) mit in die USA. Später reiste Altbach als Delegierter der Student Peace Union (SPU) nach England, um sich mit britischen Friedensinitiativen zu treffen. Nach seiner Rückkehr überzeugte er die SPU, das Symbol zu übernehmen.

## Karriere
Er war Dozent für Pädagogik und Postdoc am Institut für Social Relations an der Harvard University (1965–1967) und anschließend wissenschaftlicher Assistent des Associate Professor an der University of Wisconsin-Madison (1967–1975). Dort war er Angehöriger des Instituts für Educational Policy Studies und des Instituts für Indian Studies. Außerdem war er Professor am Institut für Educational Organization, Administration und Policy an der Graduate School of Education (State University of New York in Buffalo (SUNY)). An der SUNY Buffalo war Altbach Professor an der School of Information and Library Studies und am Institut für Soziologie. 1994 wechselte Altbach zum Boston College, gründete das Center for International Higher Education und wurde bald der J. Donald Monan SJ Professor für höhere Bildung am Boston College – eine Position, die er bis zu seiner Emeritierung im Jahr 2013 innehatte.
Altbach bekleidete weitere akademische Ämter, zum Beispiel als Gastdozent am Center for Studies in Higher Education an der University of California, Berkeley (1981). Er hatte eine Gastprofessur an der School of Education an der Stanford University inne und war dort außerdem Senior Scholar an der an die Universität angegliederten Hoover Institution (1988–1989). Er war Senior Associate der Carnegie Foundation for the Advancement of Teaching (1992–1996), Forschungsprofessor am Institut für Soziologie der University of Bombay (Indien) im Rahmen des Fulbright-Programms (1968) und – ebenfalls im Rahmen des Fulbright-Programms – leitender Wissenschaftler in Singapur und Malaysia (1963). Von 2006 bis 2007 war Altbach der wissenschaftliche Leiter des „Fulbright New Century Scholars“-Programms. Er hatte Gastprofessuren an zwei Universitäten in China (Peking University und Huazhong University of Science and Technology) inne.
Altbach ist Herausgeber der International Higher Education (seit 1994) und seit 2008 Mitherausgeber des American Education Research Journal. Er war Herausgeber der Comparative Education Review (1978–1988), der Review of Higher Education (1996–2004) und der nordamerikanischen Ausgabe der Higher Education (1976–1992). Außerdem war Altbach Gründungsherausgeber der Educational Policy (1985–2004).
Er hat mehr als 50 Bücher geschrieben oder herausgegeben. Das Themenspektrum reicht von Hochschulbildung über die indische Verlagsbranche bis hin zu studentischem Aktivismus. Einige seiner Bücher sind: Turmoil and Transition, The International Imperative in Higher Education, Comparative Higher Education, and Student Politics in America. Er ist Co-Herausgeber von Publikationen wie International Handbook of Higher Education, The Road to Academic Excellence: The Making of World-Class Research Universities, Leadership for Worldclass Universities: Challenges for Developing Countries und World Class Worldwide: Transforming Research Universities in Asia and Latin America.
Altbachs Beitrag im Bereich der internationalen Bildung ist allgemein anerkannt, insbesondere in Bezug auf Themen wie den akademischen Beruf, die Internationalisierung der Hochschulbildung, akademische Mobilität und die Verknüpfung wissenschaftlicher Forschung mit der politischen Praxis. Darüber hinaus gilt er als einer der führenden Wissenschaftler im Bereich Student Politics und Studentenbewegungen des 20. Jahrhunderts.